# Na Zamłyniu
Na Zamłyniu – przysiółek wsi Bielany w Polsce położony w województwie małopolskim, w powiecie oświęcimskim, w gminie Kęty.
W latach 1975–1998 przysiółek należał administracyjnie do województwa bielskiego.